# Донбас нескорений (музей)
«Донбас нескорений» — один з 140 музеїв міста Донецька.
Тематика музею — окупація Донецька. В експозиції представлені матеріали діяльності підпільників та масової страти на шахті 4-4 біс «Калинівка». Музей працює на громадських засадах. Експозиція музею складається з 3,2 тисячі особистих речей, карт, схем, фотографій, записаних спогадів. Було зібрано 28 томів документів про діяльність підпільників. У березні 1994 музею «Донбас нескорений» надано звання народного.